# Serial ATA
« SATA » redirige ici. Pour les autres significations, voir SATA (homonymie).
Pour les articles homonymes, voir ATA.
La norme Serial ATA ou SATA (de l'anglais Serial Advanced Technology Attachment, ou S-ATA), permet de connecter à une carte mère tout périphérique compatible avec cette norme (disque dur, lecteur de DVD, etc.). Elle spécifie notamment un format de transfert de données ainsi qu'un format de câble d'alimentation.
Cette norme succède à la norme « parallel ATA », connue alors sous le nom d'« IDE » utilisant des nappes de fils en parallèle, encombrants et sensibles aux interférences. Elle tend à être remplacée progressivement par la norme NVMe, orientée vers les disques électroniques de type SSD

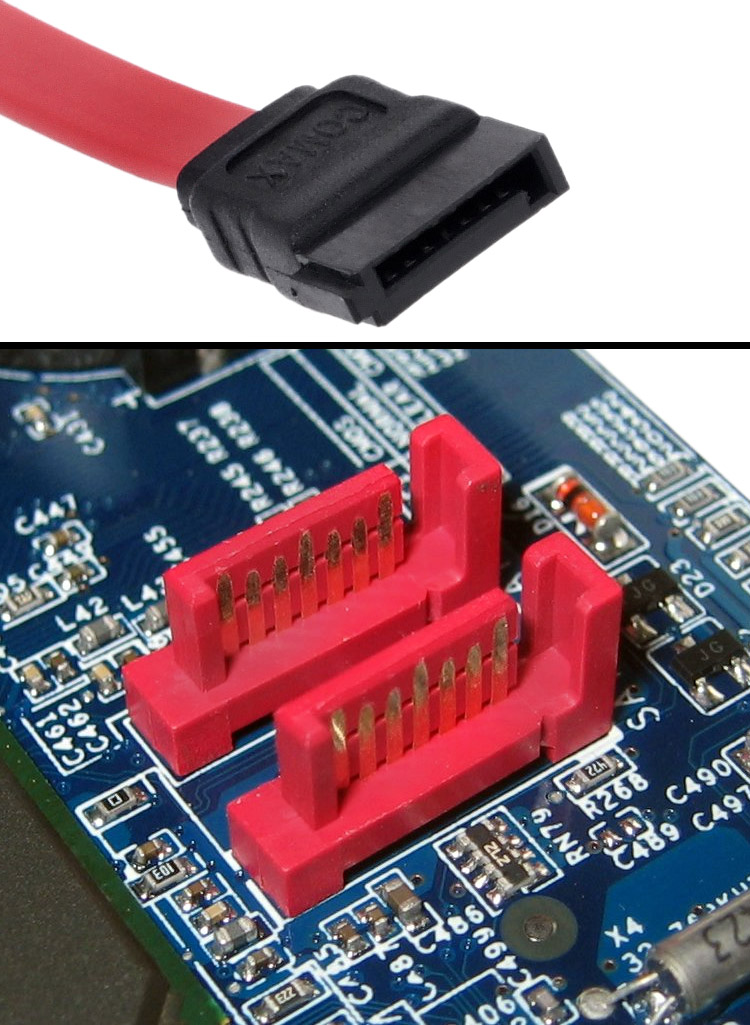
Port SATA.

## Présentation
Le Serial ATA a de multiples avantages par rapport à son prédécesseur, les trois principaux étant :
1. son débit : jusqu'à 6 Gbits/s pour la norme III ;
2. la gestion des câbles (paires torsadées moins sensible aux perturbations que les nappes de fils) ;
3. le branchement à chaud (hot-plug, ce qui permet de débrancher et brancher les périphériques sans à avoir à redémarrer l'appareil).

L'ancienne norme ATA est communément désignée sous le nom « Parallel ATA » (P-ATA, PATA ou IDE) afin que les deux ne soient pas confondues.

## Description
Les premiers modèles de Serial ATA, apparus en 2003 permettent un débit théorique de 1,5 Gbit/s, mais ont été conçus pour aller bien plus vite. Le Serial ATA II double son débit à 3 Gbit/s puis le SATA III à 6 Gbit/s est apparu en 2009.
Le débit théorique de 1,5 Gbit/s correspond à 150 Mo/s une fois que le codage 8b/10b est pris en compte ; il n'est en pratique que de 17 Mo/s de plus que le plus rapide des Parallel ATA[réf. nécessaire] : l'ATA/133. Néanmoins cela n'est pas le principal avantage du SATA par rapport au PATA, en effet :
- le P-ATA est susceptible de partager la même nappe des données avec un autre périphérique (le fameux maître-esclave), ce qui réduit potentiellement la bande passante de chacun de 50 % ;
- la « nappe interface » du SATA est beaucoup plus facile à utiliser, et à placer, que celle du PATA du fait de ses dimensions réduites lié au faible nombre de fils dans le câble (qui peut être blindé) ;
- les bus parallèles ont maintenant des difficultés pour augmenter leurs débits à cause d'un problème de synchronisation des lignes de données.
- Le Serial ATA utilise le nouveau LVDS pour la signalisation.

Avec les disques durs à plateaux tournants, l'augmentation du débit de l'interface est sans grand intérêt lorsqu'un seul disque est utilisé, puisqu'en 2010 ceux-ci ne permettaient pas un débit crête supérieur à 150 Mo/s, d'autant plus que, contrairement au P-ATA où tous les disques branchés sur un seul câble doivent partager la bande passante, en SATA chaque disque dispose du maximum autorisé par sa norme et celle du contrôleur. La norme SATA II permet l'utilisation de multiplicateurs de ports, qui permettent d'utiliser plusieurs disques à partir d'un seul connecteur du contrôleur[réf. nécessaire].
Les normes SATA II (débit crête pratique ~300 Mo/s) et SATA III (débit crête pratique ~600 Mo/s) deviennent utiles pour des utilisations avec plusieurs SSD, dont les débits commencent à dépasser les 400 à 500 Mo/s pour les modèles haut de gamme début 2012.
| Révision #           | Débit théorique (Gbit/s) | Débit théorique (Mo/s) | Débit pratique (Mo/s) |
| -------------------- | ------------------------ | ---------------------- | --------------------- |
| SATA I ou SATA 150   | 1,5                      | 192                    | 150                   |
| SATA II ou SATA 300  | 3                        | 384                    | 300                   |
| SATA III ou SATA 600 | 6                        | 768                    | 600                   |

### Câbles et connecteurs

#### Données
| N° de broche | N° de broche   | Fonction       |
| ------------ | -------------- | -------------- |
|              | 1              | Masse          |
|              | 2              | A+ (émission)  |
| 3            | A− (émission)  |                |
|              | 4              | Masse          |
|              | 5              | B− (réception) |
| 6            | B+ (réception) |                |
|              | 7              | Masse          |

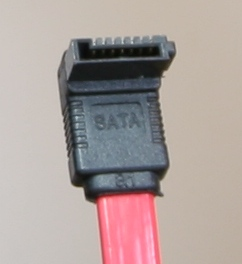
Connecteur de données SATA à angle droit.

Le plus grand changement par rapport au Parallel ATA se trouve dans l'aspect physique des câbles utilisés. Les données sont transmises par deux paires différentielles (une paire pour l'émission et une pour la réception), protégées par trois fils de masse. Ces sept conducteurs étant regroupés sur une nappe plate, peu flexible, avec des connecteurs de 8 mm à chaque extrémité. Elle peut atteindre une longueur de 1 m. Comparé au court (45 cm) câble de 40 ou 80 fils du Parallel ATA, le flux d'air, et donc le refroidissement des équipements, est amélioré grâce à cette plus faible largeur de câble. Le concept de rapport maître/esclave entre les dispositifs a été abandonné. Le Serial ATA n'a qu'un périphérique par câble (connexion point à point). Les connecteurs ont des détrompeurs, il n'est donc pas possible de mettre des connecteurs de câble à l'envers. Certains câbles sont dotés de « clips » de verrouillage, d'autres non. L'absence de clip peut provoquer un débranchement inopiné en cas de manipulation, ce qui est de toute manière fortement déconseillé. Les mêmes connecteurs physiques sont utilisés pour les disques durs de 3,5 et 2,5 pouces ainsi que les lecteurs et graveurs de CD/DVD internes de PC de bureau.
Le Serial ATA utilise le codage 8b/10b pour effectuer des transferts de données, permettant de travailler à des fréquences plus élevées.

#### Alimentation
| N° de broche | N° de broche | Fonction |
| ------------ | ------------ | -------- |
|              | 1            | 3,3 V    |
| 2            |              | 3,3 V    |
| 3            |              | 3,3 V    |
|              | 4            | Masse    |
| 5            |              | Masse    |
| 6            |              | Masse    |
|              | 7            | 5 V      |
| 8            |              | 5 V      |
| 9            |              | 5 V      |
|              | 10           | Masse    |
|              | 11           | Activité |
|              | 12           | Masse    |
|              | 13           | 12 V     |
| 14           |              | 12 V     |
| 15           |              | 12 V     |

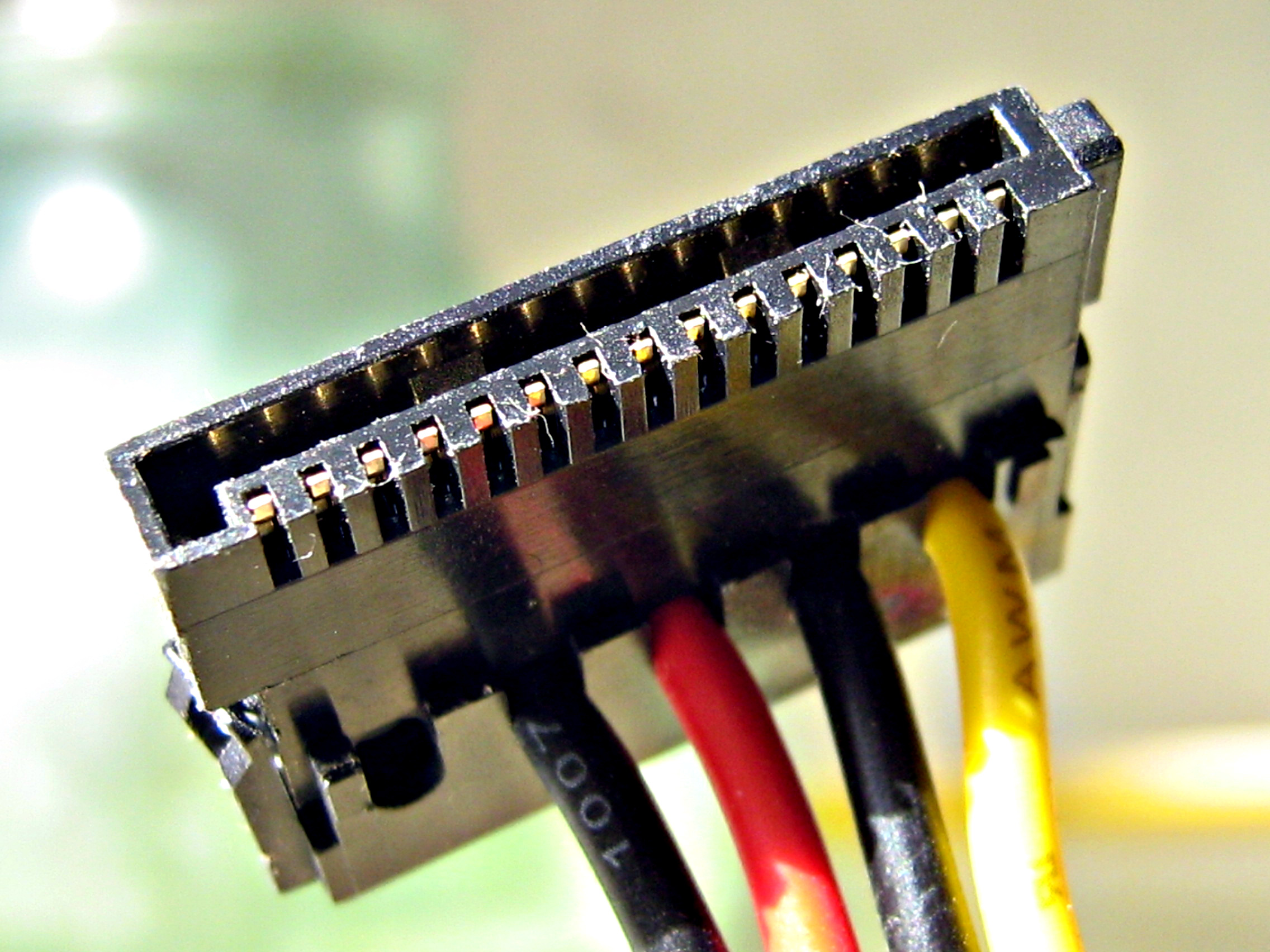
Connecteur d’alimentation électrique SATA similaire au connecteur de données, mais plus large (quinze broches au lieu de sept)

Les disques durs natifs en Serial ATA exigent également un connecteur électrique d’alimentation différent, faisant partie de la norme. Le connecteur standard d’alimentation ressemble à celui des données, mais en plus large, ainsi il n’est pas possible de confondre les deux. Une alimentation de 3,3 V est ajoutée par rapport au P-ATA, ce qui porte le total à quinze broches pour assurer trois tensions d’alimentation si nécessaire : 3,3 V, 5 V et 12 V.

### Compatibilité
Pendant une période de transition, divers adaptateurs entre Parallel et Serial ATA sont prévus pour convertir l'un en l'autre. Pour exécuter la conversion du Serial vers le Parallel ATA ou vice versa, un pont (ou bridge) est utilisé. Il y a une pénalité de performance visible avec cet arrangement, et les tests[réf. nécessaire] du début 2003 ont montré une réduction de performance de l'ordre de 30-50 %. Cette restriction disparaît quand les contrôleurs et les disques durs supportent le Serial ATA nativement.
Une norme similaire pour le SCSI, le Serial Attached SCSI (SAS), a été ratifiée à la fin de l'année 2003. Elle a un certain niveau de compatibilité avec le Serial ATA. Les premiers modèles de disques durs à la norme SAS sont sortis au troisième trimestre 2004.

## Révisions
Un élément SATA I, II ou III peut être branché sur une carte mère SATA I, II ou III. Le débit obtenu sera alors celui de l'élément le plus lent.
Par exemple, un disque dur SATA III sur une carte mère SATA II aura un débit limité par la carte mère à 300 Mo/s.

### Révision 2.6 duSerial ATA
Le SATA-IO (Serial ATA International Organization) a énoncé (début 2007) les spécifications 2.6 :
- câble et connecteur internes minces (connecteur SATA slimline : avec connecteur d'alimentation à 6 broches seulement) afin d'utiliser les unités optiques SATA dans des unités centrales plus compactes ;
- connecteur micro SATA pour les disques 1,8 pouce pour faciliter l'intégration de ces disques dans les UMPC ;
- mini câble/connecteur SATA interne et externe « multilane » (possibilité de coupler plusieurs canaux SATA) afin d'améliorer la bande passante avec les périphériques et de proposer des connecteurs plus petits ;
- optimisations NCQ afin d'offrir une meilleure gestion des données prioritaires ;
- optimisations NCQ Unload autorise l'utilisation de technologie pour protéger les disques sur les PC portables en cas de chute accidentelle.

### Révision 3.0 duSerial ATA
La dernière évolution du Serial-ATA développée par l'organisation SATA-IO s'appelle SATA 6Gbit/s et les débits maximum en pratique ont doublé et sont passés à 750 Mo/s. En effet, l'arrivée sur le marché des SSD à contrôleurs SandForce SF-1200 et SF-1500 (atteignant les 250/300 Mo/s) saturent le SATA II, et l'annonce des nouveaux contrôleurs SandForce SF-20xx prévus pour le 2e trimestre 2011 (ils atteignent 500 Mo/s) rendent cette évolution obligatoire. La nouvelle norme utilise les mêmes câbles et est totalement compatible avec les périphériques et connecteurs plus anciens.
Pour être compatibles avec le SATA III, les cartes mères nécessiteront un southbridge intégrant cette nouvelle version, ou avec l'intégration d'une puce Marvell, comme pour le chipset P55. Le premier southbridge annoncé est le RD890 d'AMD. La première démonstration publique, organisée par AMD et Seagate a permis d'atteindre des débits de 589 Mo/s.
En 2012, une part croissante des SSD saturent le débit maximal offert que ce soit en lecture ou en écriture. En raison de la démocratisation des SSD, équipant au moins les PC moyenne gamme en disque système, la norme SATA III tend à devenir obsolète, à peine généralisée. Ainsi, le PCI Express semble être le successeur du SATA, au moins pour les SSD.

### Révision 3.1 ou mSATA

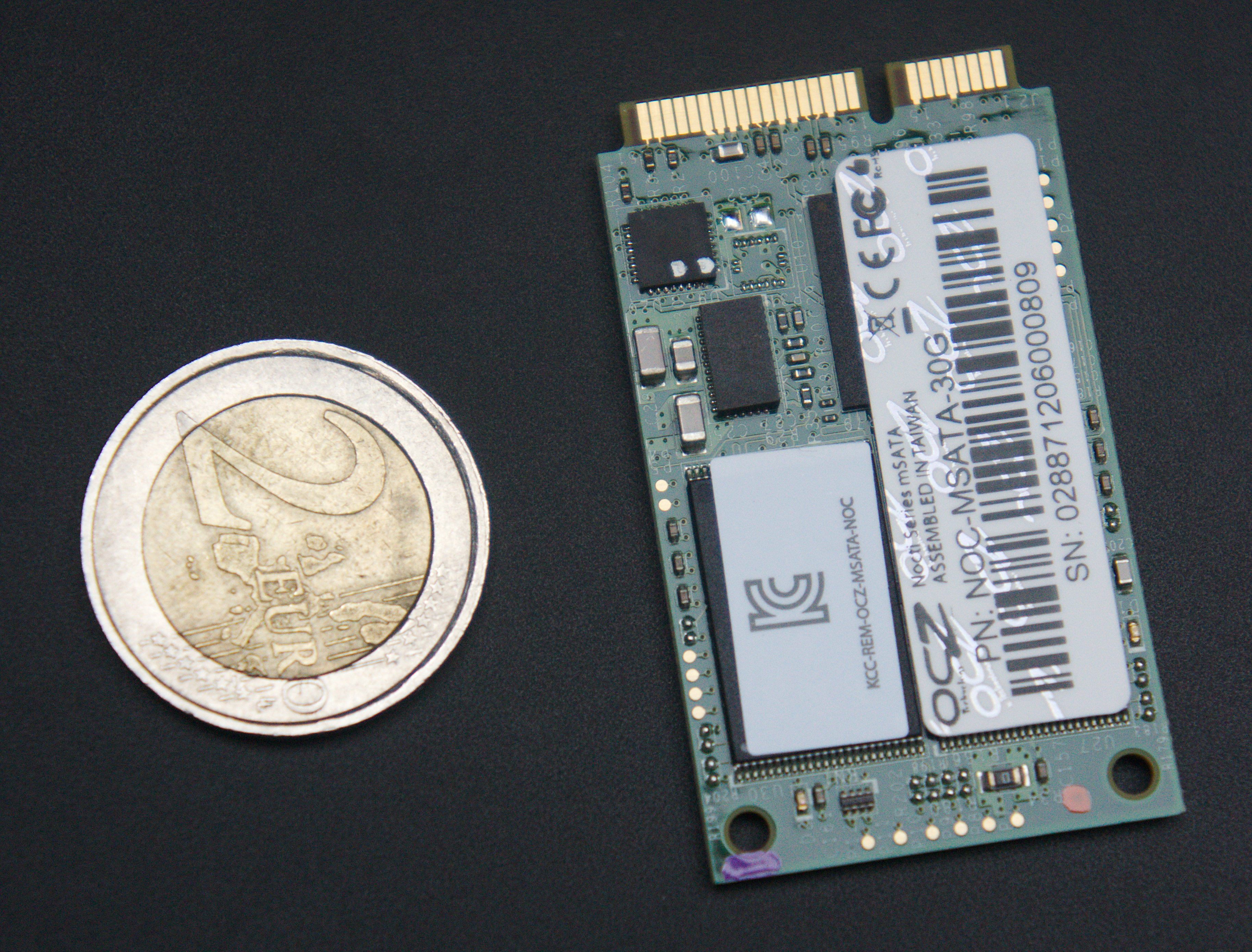
Un disque SSD en format mSATA et une pièce de.

mSATA (mini SATA) est une adaptation du protocole SATA destinée aux netbooks et ordinateurs portables, ainsi qu'aux appareils utilisant des petits disques durs ou SSD. Le connecteur mini-SATA est plus petit que le SATA, mais offre les mêmes performances. Il ressemble fort à une carte mini PCI-Express. Il supporte, pour les derniers modèles en 2013, la norme SATA III à 6 Gbit/s.

### Révision 3.2 ou SATAe (SATA Express)
Appelé SATAe ou SATAE pour SATA Express.

### eSATA
eSATA (external SATA) est une adaptation du protocole SATA au branchement de périphériques externes. Ses principales caractéristiques sont :
- tension d'émission supérieure à la norme SATA (500-600 mV au lieu de 400-600 mV) ;
- tension de réception inférieure à la norme SATA (240-600 mV au lieu de 325-600 mV) ;
- protocole identique, afin de pouvoir utiliser les mêmes équipements ;
- longueur de câble maximum supérieure à la norme SATA (2 m au lieu de 1 m).

Le port USB, depuis USB 3.0, concurrence sérieusement le port eSATA car il offre des débits comparables voire supérieurs à ce dernier en étant plus ergonomique car incluant les lignes d'alimentations.

### eSATAp

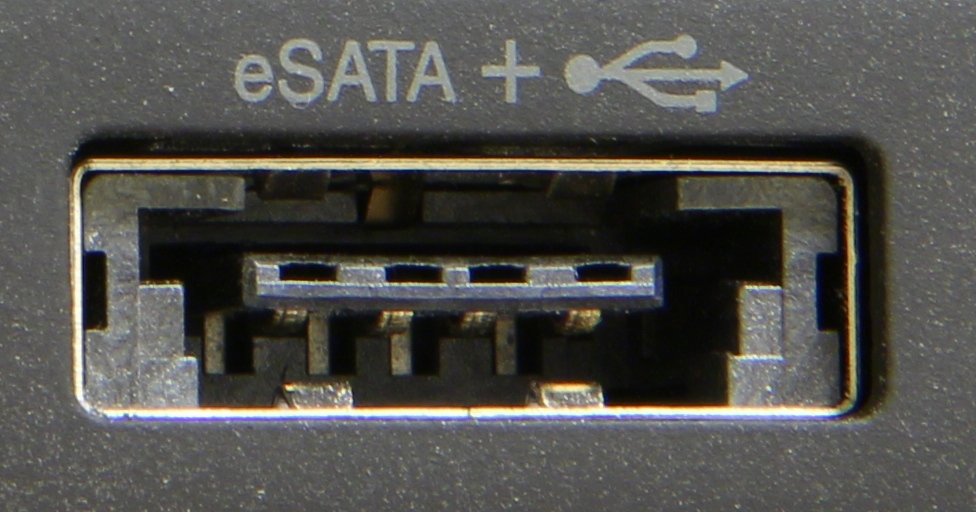
Port eSATA + USB.

Ce port est conçu pour fonctionner à la fois avec le SATA et l'USB. eSATAp est l'abréviation de powered eSATA. Il est également connu sous les noms de Power over eSATA, Power eSATA, eSATA/USB Combo ou eSATA USB Hybrid Port (EUHP). Un port eSATAp combine les quatre broches du port USB 2.0 (P1 à P4 qui comprend une alimentation 5 V) et les sept broches du port eSATA (P5 à P11). Les deux broches d'alimentation de 12 V (P12 et P13) qui sont optionnelles (La marque Delock utilise l’appellation eSATApd quand le port fournit aussi du +12 V). Elles sont positionnées sur l'extérieur de chaque ergot de la prise.
En général, les ordinateurs portables ne fournissent pas une alimentation de 12 V mais uniquement du 5 V; ce qui est en général suffisant pour les lecteurs de 2,5 pouces. Par contre sur les ordinateurs de bureau, quand l'option est incluse, il est possible d'alimenter des dispositifs nécessitant cette tension, comme des disques de 3,5 pouces et des lecteurs de CD/DVD.
Les appareils USB et eSATA peuvent être utilisés avec un port eSATAp, lorsqu'ils sont branchés avec un câble USB ou eSATA, respectivement. Un appareil eSATA ne peut pas être alimenté par un câble eSATAp, mais un câble spécial permet d'utiliser des connecteurs SATA ou eSATA et l'alimentation à partir d'un port eSATAp.
Le débit eSATAp n'est pas nécessairement le même que le SATA, de nombreux boîtiers et docks qui prennent en charge à la fois l'eSATA et l'USB utilisent des puces de pont combo qui peuvent réduire considérablement le débit, et le débit USB est celui de la version USB prise en charge par le port.

### Micro-SATA

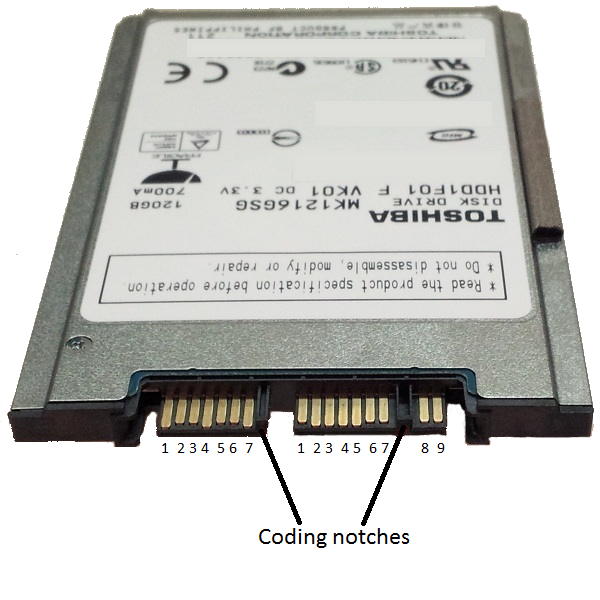
Disque dur équipé d'un connecteur Micro-SATA.

L'interface Micro-SATA est disponible pour les disques durs 1,8 ", elle est surtout destinée aux PC ultraportables et tablettes. Le connecteur Micro-SATA ressemble au connecteur SATA standard en plus petit, le connecteur d'alimentation est plus compact (neuf broches au lieu de quinze) et possède un détrompeur situé entre les broches 7 et 8. Les taux de transfert théoriques sont de 230 Mo/s en lecture et de 180 Mo/s en écriture.

### M.2 (NGFF)

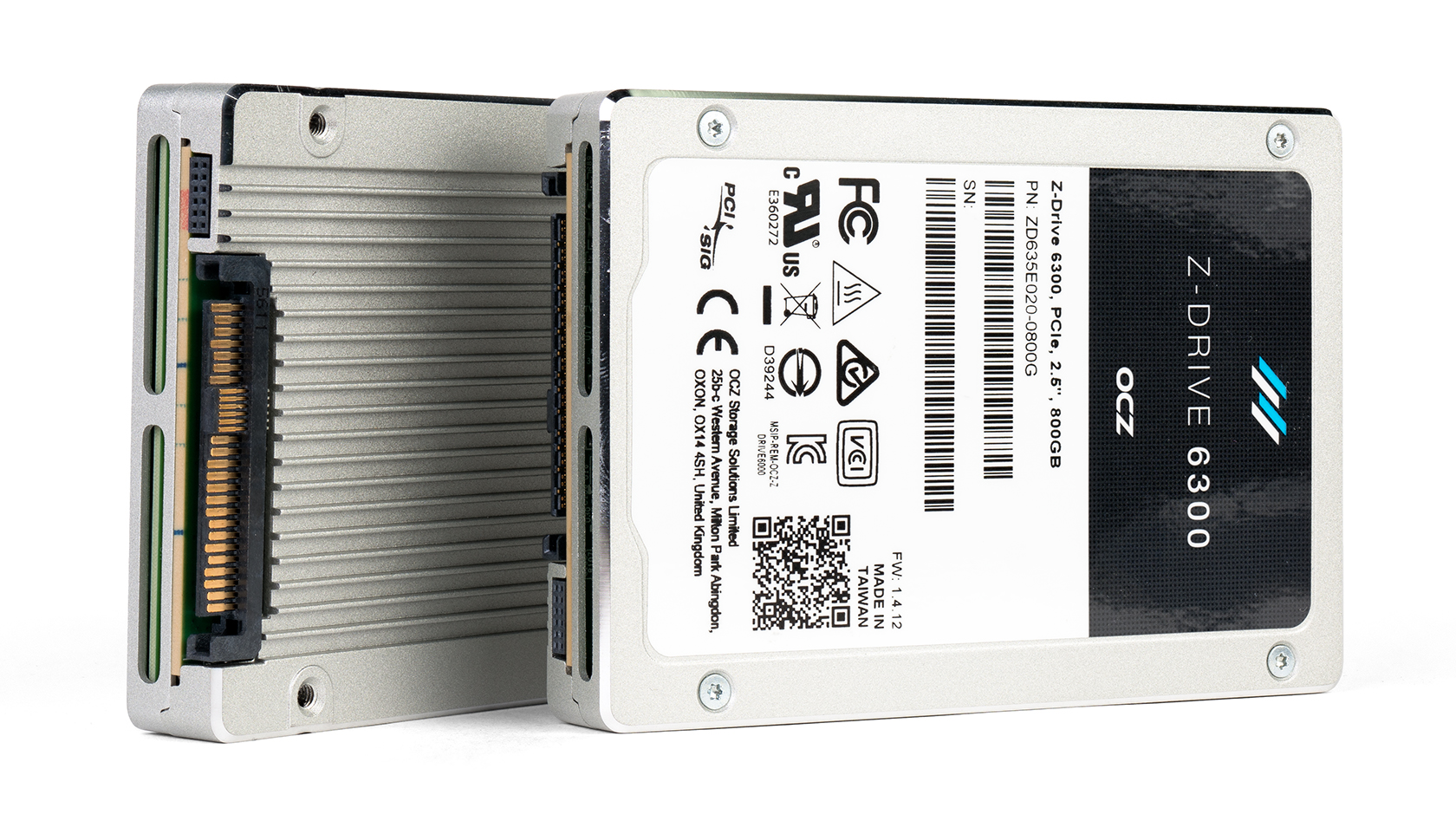
Disques SSD avec connecteurs U.2

Le connecteur M.2, anciennement connu sous le nom de Next Generation Form Factor (NGFF), est une spécification pour les cartes d'extension internes et les connecteurs associés. Il remplace le standard mSATA, qui utilise la disposition et les connecteurs de la carte physique PCI Express Mini Card. Les spécifications physiques plus flexibles du M.2 permettent des largeurs et des longueurs de modules différentes et, associées à la disponibilité de fonctionnalités d'interface plus avancées, rendent le M.2 plus adapté que le mSATA pour les applications SSD en général et en particulier pour l'utilisation dans de petits périphériques tels que les ultrabooks ou tablettes.
Le connecteur M.2 possède différentes encoches de détrompage qui indiquent les différentes fonctions et capacités des hôtes et modules M.2, ce qui empêche le branchement des modules M.2 dans des connecteurs hôtes incompatibles avec les fonctions.

### U.2 (SFF-8639)
Le connecteur U.2 (anciennement SFF-8639) équipe certains SSD PCI Express utilisant quatre lignes PCIe 3.0. Ce connecteur ne se trouve que sur les équipements professionnels et est en 2019 très peu connu du grand public. Il permet des débits qui vont en théorie jusqu'à 4 Go/s.